# المناسك لابن أبي عروبة
المناسك لابن أبي عروبة كتاب عن مناسك الحج على هيئة سؤال وجواب يقع في جزء واحد (158 سؤال في 114 صفحة)

## مؤلفه
أبو النصر سعيد بن أبي عروبة مهران العدوي (المتوفى: 156 هـ-773 م) حافظ للحديث، لم يكن في زمانه أحفظ منه.
قال الذهبي: إمام أهل البصرة في زمانه - ورمي بالقدر- اختلط في آخر عمره، ومات في عشر الثمانين.

## المحقق
- الدكتور عامر حسن صبري

## الناشر
- دار البشائر الإسلامية، بيروت - لبنان -الطبعة: الأولى، 1421 هـ - 2000 م[2]
- تاريخ النشر بالشاملة: 8 ذو الحجة 1431.[2]

## عناوين الكتاب
- سئل عن الرجل يكون له الخادم أو المسكين أيجب عليه الحج؟
- سئل عن الرجل حج، أيحج أيضا أو يعتق أو يتصدق؟
- سئل عن الغلام يحج مع أهله، أيبقى عليه ما يبقى على المحرم؟
- سئل: يحج قبل أن يحتلم، والأعرابي، والمملوك
- سئل عن حج الرجل عن الرجل ولم يحج بعد
- سئل عن حج الرجل عن الرجل، هل يسميه؟
- سئل عن الرجل، أيطاف عنه؟

- سئل عن رجل، أوصى بحجة واحدة؟

- سئل عن قول الله تعالى: أول بيت وضع للناس للذي ببكة مباركا

- سئل عن قوله: وإذ جعلنا البيت مثابة للناس

- سئل عن قوله: وأذن في الناس بالحج يأتوك رجالا

- سئل عن قوله: واتخذوا من مقام إبراهيم مصلى

- سئل عن التلبية

- سئل عن قوله: وإذ يرفع إبراهيم القواعد من البيت وإسماعيل

- سئل عن رجل نسي السعي بين الصفا والمروة حتى ينفر، ماذا عليه؟ عن قتادة، قال: دم

- سئل عمن بدأ بالمروة قبل الصفا؟ عن قتادة قال: يلغى ذلك الشوط

- سئل عن الركوب بين الصفا والمروة عن قتادة، قال: كان لا يرى به بأس

- سئل عن قوله: وأتموا الحج والعمرة لله؟ عن قتادة، قال: ما كان في غير أشهر الحج فهي تامة، وما كان في أشهر الحج فهي متعة، عليك فيها الهدي

- سئل: عن الرجل يحرم في رمضان ويهل في شوال

- سئل عن الرجل، يلقن صاحبه التلبية عن قتادة، أنه كان لا يرى به بأسا

- سئل عن الرجل، يعتمر في الشهر مرتين

- سئل عن العمرة، أواجبة هي؟

- سئل عن قوله تعالى فإن أحصرتم فما استيسر من الهدي ولا تحلقوا رءوسكم حتى يبلغ الهدي محله عن قتادة قال: هذا رجل أصابه خوف من عدو، أو من حابس حبسه عن الحج، فعليه أن يبعث بالهدي، فإذا بلغ الهدي محله كان حلالا، فإن اعتمر من وجهه ذاك، فعليه الحج عاما

- سئل عن المحصر، إذا لم يجد ما يهدي عن قتادة، أنه قال: عليه فدية من صيام، أو صدقة، أو نسك

- سئل عن الرجل، أهل بعمرة ثم أحصر كان قتادة يقول: يبعث بالهدي، فإذا بلغ الهدي محله أحل، فإن تم من وجهه ذاك فقد قضى ما عليه، وإن رجع فحج تمتع بها إلى حجة. قال: وهذه المتعة التي لا يتعاجم الناس

- سئل عن المحرم، يحتاج إلى القميص والدهن وحلق الرأس

- سئل عن قوله تعالى فمن كان منكم مريضا أو به أذى من رأسه ففدية من صيام أو صدقة أو نسك عن قتادة، قال: هذا في المحصر إذا بعث بهديه، فعجل به من قبل أن يبلغ الهدي محله، قرح رأسه، أو مرض، أو احتاج إلى شيء مما يرفق على المريض إلى دهن، أو إلى حلق رأسه،

- سئل عن الرجل، يبعث بالهدي فيعطب

- سئل عن الهدي، إذا دخل الحرم فعطبت

- سئل عن الهدي، إذا قدم به قبل العشر

- سئل عن الرجل يبعث بالهدي، هل يمسك عما يمسك عنه المحرم؟

- سئل عن رجل قلد بدنته فضلت

- سئل عن رجل، كانت عليه بدنة فلم يجد بدنة قال: نبئنا عن عطاء أنه قال: سبع من الشياه

- سئل عن رجل دخل مكة بغير إحرام

- سئل عن قول قتادة في ذلك كان قتادة لا يرى به بأسا، قال: كان يعجبه أن يتمتع بحله إلى يوم التروية. عن قتادة أنه اغتسل قبل أن يأتي بيوت مكة عن قتادة، أنه كان يعجبه أن يدخل مكة نهارا
- سئل عن قوله فمن تمتع بالعمرة إلى الحج فما استيسر من الهدي
- سئل عن قوله فمن لم يجد فصيام ثلاثة أيام
- سئل عن رجل تمتع ولم يجد ما يهدي، وفاته الصوم في العشر
- سئل عن رجل دخل في الصوم وهو لا يجد ثم أيسر قبل أن يقضي صومه
- سئل عن رجل اعتمر في أشهر الحج، ثم رجع إلى مصره هل عليه هدي؟
- سئل عن رجل، جمع بين حج وعمرة كم يطوف؟ عن قتادة أنه قال: طوافا واحدا وسعيا واحدا

## وصلات خارجية
رابط الكتاب في موقع QuranicThought.com 